# 稲富宏樹
稲富 宏樹（いなとみ ひろき、1999年4月27日 - ）は、大阪府寝屋川市出身の元プロ野球選手（捕手）。右投左打。プロでは育成選手であった。2022年からはオリックス・バファローズのブルペン捕手を務める。

## 経歴

### プロ入り前
小学5年時に野球を始める。三田松聖高等学校に入学し野球部で寮生活を始めると、1年春から捕手のレギュラーを獲得。しかし5月頃から身体に湿疹が出て痒みや痛みに襲われるようになり、血液検査の結果紫外線およびカモガヤに対するアレルギーと診断された。慣れない寮生活やレギュラーの重圧からくるストレスが発症の引き金になったとされ、医師からは屋外での運動である野球は止めた方がよいと進言された。強い光の中では意識が遠のくほどの症状が出ることもあったが、母親の支えやチームメイトの理解を得て野球を続け、2年秋からは主将に就いた。3年夏（2017年）の兵庫県大会はベスト16で報徳学園に敗れた。
2017年度プロ野球ドラフト会議でオリックス・バファローズから育成選手ドラフト1位指名を受け、支度金300万円・年俸250万円（推定）の条件で契約を結んだ。背番号は123となった。

### プロ入り後
2018年シーズン終了後に、アジアウインターベースボールリーグのNPBウエスタン選抜に選出された。
2021年10月5日、オリックス球団から戦力外通告を受け、現役を引退した。

### 現役引退後
2022年1月8日、ブルペン捕手への転身が発表された。

## 選手としての特徴・人物
強肩に加えて捕球から送球へのスムーズさで二塁送球は1.8秒台を記録し、またスローイングの柔らかさも評価されてのプロ入りとなった。
愛称は「トミー」。

## 詳細情報

### 年度別打撃成績
- 一軍公式戦出場なし

### 背番号
- 123（2018年 - 2021年）
- 108（2022年 - ） ※ブルペン捕手